# Ceratothripoides funestus
Ceratothripoides funestus är en insektsart som först beskrevs av Ian A. Hood 1915.  Ceratothripoides funestus ingår i släktet Ceratothripoides och familjen smaltripsar. Inga underarter finns listade i Catalogue of Life.